# 快樂禮拜一制度
快樂星期一制度（Happy Monday制度）是日本將部分國民祝日（國定假日）從原來的固定日，移至特定的星期一，形成3連休的制度。

## 概要
快樂星期一制度的目的，在週休2日制以公務員、中規模以上的企業為中心普及後，將星期一定為國定假日，和星期六、日合併為3個連續假日，以利於休假。此乃參考美國於1971年起施行的相同制度（統一假期法案），設定在固定的「○月的第○個星期一」。
日本國會在1998年修正《國民祝日相關法律》（平成10年法律第141號），將原為固定日期的「成人之日」、「體育之日」移至星期一；2001年再次修正《國民祝日法》（平成13年法律第59號），將「海之日」、「敬老之日」移至星期一。目前共有4個國民祝日採用快樂星期一制度。
| 現行日期        | 移動年 | 移動前日期 | 祝日名       |
| --------------- | ------ | ---------- | ------------ |
| 1月1日          |        |            | 元日         |
| 1月第2個星期一  | 2000年 | 1月15日    | 成人之日     |
| 2月11日         |        |            | 建國紀念之日 |
| 2月23日         |        |            | 天皇誕生日   |
| 3月20日或21日   |        |            | 春分之日     |
| 4月29日         |        |            | 昭和之日     |
| 5月3日          |        |            | 憲法紀念日   |
| 5月4日          |        |            | 綠之日       |
| 5月5日          |        |            | 儿童之日     |
| 7月第3個星期一  | 2003年 | 7月20日    | 海之日       |
| 8月11日         |        |            | 山之日       |
| 9月第3個星期一  | 2003年 | 9月15日    | 敬老之日     |
| 9月22日或23日   |        |            | 秋分之日     |
| 10月第2個星期一 | 2000年 | 10月10日   | 體育之日     |
| 11月3日         |        |            | 文化之日     |
| 11月23日        |        |            | 勤勞感謝之日 |

## 關連項目
- 日本公眾假期
- 假日